# 11-я пехотная дивизия (Франция)

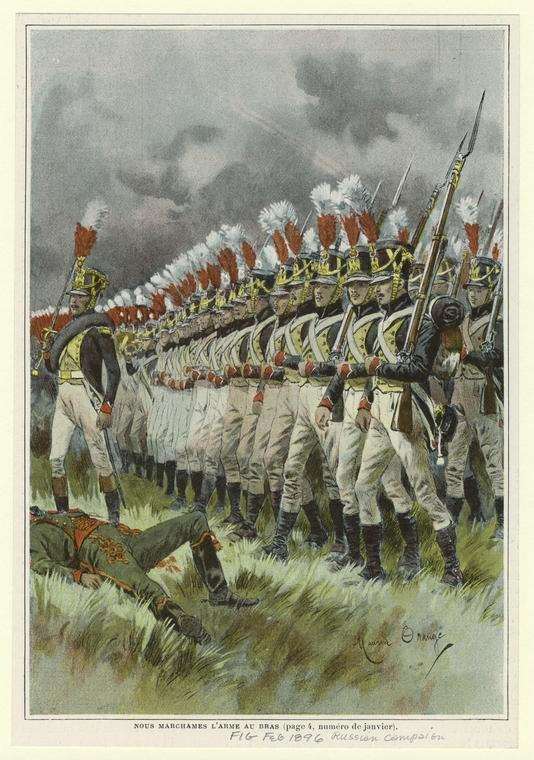
Французы атакуют. Русская кампания 1812 года. Рисунок 1896 года.

11-я пехотная дивизия (фр. 11e division d'infanterie) — пехотная дивизия Франции периода наполеоновских войн.

## История дивизии
15 сентября 1811 года Разу возглавил 2-ю дивизию Рейнского обсервационного корпуса. 2-я дивизия 10 января 1812 года была реорганизована, 1 апреля 1812 года переименована в 11-ю пехотную дивизию Великой армии и вошла в состав корпуса маршала Нея. С 11-й дивизией Разу предстояло разделить радость побед и горечь поражений, которые ожидали их в России.
Девятнадцатого августа 1812 года 11-я дивизия атаковала отряд Тучкова у Валутиной горы, тщетно стремясь захватить важный перекрёсток дорог у Лубино и перерезать линии коммуникаций 1-й Западной армии. В ходе Бородинского сражения дивизии Разу предписывалось штурмовать левую (северную) и центральную флеши. Не с первой попытки и ценой огромных потерь поставленная задача была выполнена. Особенно отважно сражались 4-й и 18-й линейные полки 11-й дивизии. Эти же подразделения отличились в бою под Красным (18 ноября 1812). Пробиваясь из окружения, маршал Ней бросил Разу и его солдат на позиции русских за Лосминским оврагом. В результате этого наступления 11-я дивизия фактически перестала существовать. Сам Разу был ранен в бою и сдал командование бригадному генералу д’Энену. Вот как описывает эту героическую атаку авторитетный французский исследователь А. Лашук:

Быстро преодолев Лосминский овраг, французы заставили отступить русских стрелков, а затем устремились на пушки. Массы неприятельской пехоты медленно тронулись на них. Встреченный в упор картечным залпом, 4-й полк Фезансака понёс огромные потери. Его первый дивизион, буквально снесённый картечью, опрокинулся на второй дивизион и привёл его в расстройство. Французская полковая колонна остановилась, и в этот момент русская пехота ударила на неё в штыки, а кавалерия атаковала с флангов. Задавленные численностью врага, остатки обоих батальонов 4-го линейного полка в беспорядке отступили обратно за овраг и вновь собрались на большой дороге под прикрытием дивизии Ледрю и огня немногочисленных орудий корпуса Нея.

Вся атака продолжалась не более четверти часа. После неё 4-й полк, насчитывавший прежде около 500 штыков, уменьшился до
 200 бойцов. Ещё больше, чем он, пострадали Иллирийский и 18-й линейный полки, действовавшие на флангах. Обе эти части, расстрелянные картечью и атакованные русской пехотой и кавалерией были практически уничтожены, а 18-й полк к тому же
 потерял своего орла.— Лашук А. Наполеон. Походы и битвы. М., "Эксмо", 2004. С.560

## Подчинение и номер дивизии
- 2-я пехотная дивизия обсервационного корпуса Берегов Океана (19 апреля 1811 года);
- 11-я пехотная дивизия 3-го армейского корпуса Великой Армии (1 апреля 1812 года);
- 1-я пехотная дивизия 6-го армейского корпуса Великой Армии (7 ноября 1813 года).

## Организация дивизии
На 1 июля 1812 года:
- командир — дивизионный генерал Николя Разу
- 1-я бригада (командир — бригадный генерал Клод Антуан Компер)
  - Иллирийский пехотный полк (командир — полковник Николя Шмиц)
  - 2-й полк пехоты Португальского легиона (майор Кандиду Жозе Шавиер)
- 2-я бригада (командир — бригадный генерал Жозеф Жубер)
  - 4-й полк линейной пехоты (командир — полковник Шарль Масси)
  - 18-й полк линейной пехоты (командир — полковник Пьер Пельпор)
- 3-я бригада (командир — бригадный генерал Франсуа д’Энен)
  - 93-й полк линейной пехоты (командир — полковник Пьер Бодюэн)
    - Всего: 9364 человек, 18 батальонов, 20 орудий[2]

на октябрь 1813 года:
- командир — дивизионный генерал Этьен Рикар
- 1-я бригада (командир — бригадный генерал Антони ван Дедем)
  - 9-й полк лёгкой пехоты
  - 50-й полк линейной пехоты
  - 65-й полк линейной пехоты
- 2-я бригада (командир — бригадный генерал Шарль Дюмулен)
  - 142-й полк линейной пехоты
  - 144-й полк линейной пехоты
    - Всего: 5280 человек, 14 батальонов, 12 орудий[3]

## Командный состав дивизии

### Командиры дивизии
- дивизионный генерал Доминик Вандамм (12 мая 1811 – 24 августа 1811)
- дивизионный генерал Николя Разу (15 сентября 1811 – 17 января 1813)
- дивизионный генерал Этьен Рикар (12 марта 1813 – 12 мая 1814)

## Награждённые

### Комманданы ордена Почётного легиона
- Николя Разу, 3 октября 1811 – дивизионный генерал, командир дивизии